# 1990 год в спорте
Список 1990 год в спорте описывает спортивные события, произошедшие в 1990 году.

## СССР
- Чемпионат СССР по боксу 1990;
- Чемпионат СССР по самбо 1990;
- Чемпионат СССР по международным шашкам среди женщин 1990;
- Чемпионат СССР по хоккею с мячом 1989/1990;

### Волейбол
- Чемпионат СССР по волейболу среди женщин 1989/1990;
- Чемпионат СССР по волейболу среди женщин 1990/1991;
- Чемпионат СССР по волейболу среди мужчин 1989/1990;
- Чемпионат СССР по волейболу среди мужчин 1990/1991;

### Футбол
- Кубок СССР по футболу 1989/1990;
- Кубок СССР по футболу 1990/1991;
- Чемпионат Латвийской ССР по футболу 1990;
- Чемпионат СССР по футболу 1990;
- Чемпионат Украинской ССР по мини-футболу 1990;
- ФК «Спартак» Москва в сезоне 1990;
- Созданы женские клубы:
  - «Калужанка»;
  - «Россиянка»;
- Созданы клубы:
  - «Автомобилчи»;
  - «Агро»;
  - «Александрия»;
  - «Ахтамар» (Севан);
  - «Боз Гурд»;
  - «Ван»;
  - «Горняк» (Хромтау);
  - «Дружба» (Арзамас);
  - «Кавказкабель»;
  - «Кюрмюк»;
  - «Малатия»;
  - «Металлург» (Аша);
  - «Ниг»;
  - «Пайде»;
  - «Ситора»;
  - «Славянск»;
  - «Темп» (Шепетовка);
  - «Умид» (Джалилабад);
  - «Флора»;
  - Шерстяник;
  - «Ширван» (Кюрдамир);
  - «Ширван» (Шемаха);
  - «Юджин»;
  - «Яссы»;
- Расформирован клуб «Даугава» (Рига);

### Хоккей с шайбой
- Чемпионат СССР по хоккею с шайбой 1989/1990;
- Чемпионат СССР по хоккею с шайбой 1990/1991;

### Шахматы
- Чемпионат СССР по шахматам 1990;

## Международные события
- Игры доброй воли 1990;
- Кубок Кремля 1990;
- Летние Азиатские игры 1990;
  - Волейбол на летних Азиатских играх 1990;
  - Дворец спорта Олимпийского спорткомплекса;
  - Стадион Олимпийского спорткомплекса;

### Чемпионаты Европы
- Чемпионат Европы по конькобежному спорту 1990;
- Чемпионат Европы по фигурному катанию 1990;

### Чемпионаты мира
- Чемпионат мира по академической гребле 1990;
- Чемпионат мира по биатлону 1990;
- Чемпионат мира по борьбе 1990;
- Чемпионат мира по гандболу среди женщин 1990;
- Чемпионат мира по конькобежному спорту в классическом многоборье 1990;
- Чемпионат мира по конькобежному спорту в классическом многоборье среди женщин 1990;
- Чемпионат мира по международным шашкам среди мужчин 1990;
- Чемпионат мира по современному пятиборью 1990;
- Чемпионат мира по фигурному катанию 1990;
- Чемпионат мира по хоккею с мячом среди молодёжных команд 1990;

### Баскетбол
- Кубок чемпионов ФИБА 1989/1990;
- Кубок чемпионов ФИБА 1990/1991;
- Чемпионат мира по баскетболу 1990;

### Волейбол
- Кубок европейских чемпионов по волейболу среди женщин 1989/1990;
- Кубок европейских чемпионов по волейболу среди женщин 1990/1991;
- Мировая лига 1990;
- Чемпионат мира по волейболу среди женщин 1990;
- Чемпионат мира по волейболу среди женщин 1990 (квалификация);
- Чемпионат мира по волейболу среди мужских клубных команд 1990;
- Чемпионат мира по волейболу среди мужчин 1990;
- Чемпионат мира по волейболу среди мужчин 1990 (квалификация);

### Снукер
- Asian Open 1990;
- British Open 1990;
- Dubai Classic 1990;
- European Open 1990;
- Irish Masters 1990;
- Mercantile Credit Classic 1990;
- Гран-при 1990;
- Мастерс 1990;
- Официальный рейтинг снукеристов на сезон 1989/1990;
- Официальный рейтинг снукеристов на сезон 1990/1991;
- Чемпионат Великобритании по снукеру 1990;
- Чемпионат мира по снукеру 1990;

### Футбол
- Матчи сборной СССР по футболу 1990;
- Кубок европейских чемпионов 1989/1990;
- Кубок европейских чемпионов 1990/1991;
- Кубок Либертадорес 1990;
- Кубок обладателей кубков УЕФА 1990/1991;
- Кубок чемпионов КОНКАКАФ 1990;
- Кубок обладателей кубков УЕФА 1989/1990;
- Кубок обладателей кубков УЕФА 1990/1991;
- Международный футбольный кубок 1990;
- Финал Кубка европейских чемпионов 1990;
- Финал Кубка обладателей кубков УЕФА 1990;

#### Чемпионат мира по футболу 1990
- Финал чемпионата мира по футболу 1990;
- Чемпионат мира по футболу 1990 (отборочный турнир, АФК);
- Чемпионат мира по футболу 1990 (отборочный турнир, КАФ);
- Чемпионат мира по футболу 1990 (отборочный турнир, КОНМЕБОЛ);
- Чемпионат мира по футболу 1990 (отборочный турнир, ОФК);
- Чемпионат мира по футболу 1990 (отборочный турнир, УЕФА);
- Чемпионат мира по футболу 1990 (отборочный турнир);
- Чемпионат мира по футболу 1990 (составы);
- Чемпионат наций КОНКАКАФ 1989;
- Чемпионат наций КОНКАКАФ 1989 (отборочный турнир);

### Хоккей с шайбой
- Группа D чемпионата мира по хоккею с шайбой 1990;
- Драфт НХЛ 1990;
- Матч всех звёзд НХЛ 1990;
- НХЛ в сезоне 1989/1990;
- НХЛ в сезоне 1990/1991;
- Суперсерия 1989/1990;
- Суперсерия 1990;
- Суперсерия 1990/1991;
- Хоккей на Играх доброй воли 1990;
- Чемпионат мира по хоккею с шайбой 1990;
- Чемпионат мира по хоккею с шайбой 1990 (женщины);

### Шахматы
- Женская шахматная олимпиада 1990;
- Матч за звание чемпиона мира по шахматам 1990;
- Межзональный турнир по шахматам 1990;
- Шахматная олимпиада 1990;

## Моторные виды спорта
- Формула-1 в сезоне 1990;

## Персоналии

### Родились
- 7 января — Грегор Шлиренцауэр, австрийский прыгун с трамплина.
- 12 января — Сергей Карякин, российский шахматист.
- 23 января — Татьяна Горбунова, российская гимнастка.
- 26 января — Серхио Перес, мексиканский автогонщик, пилот Формулы-1.
- 15 февраля — Шарль Пик, французский автогонщик, пилот Формулы-1.
- 27 февраля — Факундо Багнис, аргентинский профессиональный теннисист.
- 8 марта — Петра Квитова, чешская профессиональная теннисистка.
- 23 марта — Хайме Альгерсуари, испанский автогонщик.
- 3 апреля — Доротея Вирер, итальянская биатлонистка, бронзовый призёр Олимпийских игр 2014 года в смешанной эстафете, трёхкратный призёр чемпионатов мира, абсолютная чемпионка мира среди юниоров 2011 года, обладательница малого Кубка мира 2016 года в зачёте индивидуальных гонок.
- 7 апреля — Сорана Кырстя, румынская профессиональная теннисистка.
- 13 апреля — Кирилл Петров, российский хоккеист.
- 25 апреля — Жан-Эрик Вернь, французский автогонщик, пилот Формулы-1.
- 8 мая — Анастасия Фесикова, российская пловчиха.
- 11 июня — Кристоф Леметр, французский спринтер. Первый и на сегодняшний день единственный белый спринтер, пробежавший 100 метров быстрее 10 секунд.
- 21 июня — Ричардас Беранкис, литовский профессиональный теннисист.
- 23 июня — Вашек Поспишил, канадский профессиональный теннисист чешского происхождения.
- 11 июля
  - Каролина Возняцки — датская профессиональная теннисистка польского происхождения, бывшая первая ракетка мира в одиночном разряде.
  - Мона Бартель — немецкая профессиональная теннисистка.
- 26 августа — Ирина-Камелия Бегу, румынская профессиональная теннисистка.
- 2 сентября
  - Николай Иов, приднестровский тяжёлоатлет, пауэрлифтер.
  - Маркус Эрикссон, шведский автогонщик, пилот Формулы-1.
- 5 октября — Федерико Дельбонис, аргентинский профессиональный теннисист.
- 20 октября — Ксения Доронина, российская фигуристка.
- 10 ноября Мирея Бельмонте Гарсия, испанская пловчиха.
- 12 ноября — Флоран Маноду, французский пловец.
- 13 ноября — Ежи Янович, польский профессиональный теннисист.
- 23 ноября — Алёна Леонова, российская фигуристка.
- 30 ноября — Магнус Карлсен, норвежский шахматист, 16-й чемпион мира по шахматам.
- 6 декабря — Тамира Пашек, австрийская профессиональная теннисистка.
- 7 декабря
  - Урсула Радваньская, польская профессиональная теннисистка, младшая сестра Агнешки Радваньской.
  - Давид Гоффен, бельгийский профессиональный теннисист.
- 12 декабря — Виктор Мозес, нигерийский и английский футболист.
- 13 декабря — Аранча Рус, нидерландская профессиональная теннисистка.
- 27 декабря — Милош Раонич, канадский профессиональный теннисист югославского происхождения.
- 31 декабря — Патрик Чан, канадский фигурист, выступающий в одиночном катании.

### Скончались
- 20 марта — Лев Яшин, советский футболист.
- 4 мая — Луиджи Оссойнак (итал. Luigi Ossoinach), итальянский футболист.
- 22 июля — Эдуард Стрельцов, советский футболист.
- 31 августа — Сергей Волков, советский фигурист и тренер.